# Meteorium levieri
Meteorium levieri là một loài Rêu trong họ Meteoriaceae. Loài này được Renauld & Cardot mô tả khoa học đầu tiên năm 1902.